# Japán házasság
A japán házasságnak, házasságkötésnek hagyományosan fontos eleme a hála. A ceremónia a hála gesztusa, amely elsősorban a családtagoknak szól, mert támogatták és felnevelték a fiatalokat, másodsorban pedig a munkahelynek, vagyis a munkatársaknak és a feletteseknek. Mivel Japánban a társadalmi hierarchia nagyon fontos, a társadalmi elvárásoknak meg kell felelni, így az esküvők meglehetősen költségesek. A külsőségek jelentősége a tradíciókban gyökerezik, a formalitás a kultúra része. Legyen egyszerű, modern vagy japános stílusú az esküvő, a komoly szándékot a ráfordítással is ki kell fejezni, ezért egy komolyabb szertartás sok millió jenbe is belekerülhet.

## Történelmi előzmények
A sógunátusok kora előtt az arisztokrata hagyományú muko-iri (婿入り) volt a japán házasságok rendszerének alapja. A házasulandó pár nem költözött össze, hanem a vőlegény éjszakánként ellátogatott a menyasszony házához. Csak akkor költöztek egy fedél alá, ha teherbe esett az asszony (aki gyakran igen fiatal volt). Ám ebben a korban az összeköltözés nem azt jelentette, hogy egy új házban, a szülőktől külön kezd új életet a pár, hanem azt, hogy a férj költözött a lány családjához. A férjnek dolgoznia kellett az új családra, és ha megfelelt, ráadásul még hozományt is tudott vinni, a család befogadta és házasság formájában szerződést kötöttek.
A busi harcosok felemelkedésével, vagyis a szamurájok korától egyre inkább a jome-iri (嫁入リ) rendszere kezdett elterjedni és elfogadottabbá válni, ami annyit jelentett, hogy már a nő is beházasodhatott a férfi családjába. Ezt a fajta házasságot egyre többen kezdték elfogadni a 14. századtól. Ezt a sógunátus ideje alatt szinte kötelező jelleggel előírták, így már nem kellett megvárni az elsőszülött gyermek világra jöttét.
Ebben a feudális rendszerben a házasságok sokszor csak politikai, illetve diplomáciai céllal jöttek létre, ezért a házasulandó párnak nem volt beleszólása a dologba, figyelmen kívül hagyták az érzelmeket a családi és társadalmi cél érdekében. Fontos alakja volt ezeknek a házasságoknak a nakodo, aki a szabályok szerint megrendezte a házasságot és megkötötte a szerződést a családok között. Ezek után a családoknak már maguknak kellett gondoskodnia a továbbiakról: elmentek egy buddhista templomba, hogy megerősítsék a szerződést, jóváhagyják az egyezséget, majd bejelentették a házasság létrejöttét.
A nakodo két fő szempont szerint kereste az egymáshoz illő fiatalokat: életkor szerint és szociális szempont szerint. Az ifjú pár sokszor csak a menyegzőn találkozott, és nem mondhattak nemet. Válásról szó sem lehetett, de persze gyakran előfordult, hogy a házastársak utóbb megszerették egymást.

### A nyugati befolyás kezdete

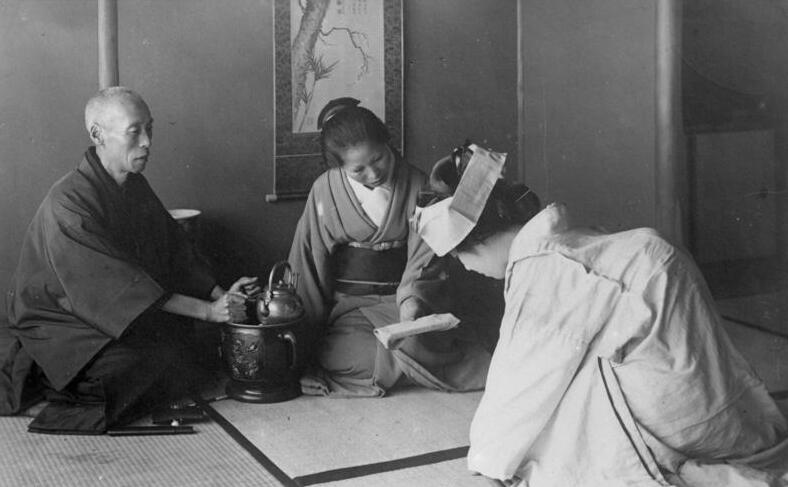

A Meidzsi-korban (1868-1912) ugyanezek maradtak az alapok, de már szabadabban kezelték őket. Ekkor alakult ki a ma is ismert sintó esküvő, valószínűleg nyugati, azon belül is amerikai hatásra. A kikötők megnyitása változást hozott a japán kultúrába, a „barbár” szokásokat át kellett alakítani, mégis megmaradtak egyes hagyományos elemek: a háztartás feje, általában a legidősebb fiú örökölt minden tulajdont, a felesége felett is rendelkezett, akinek nem voltak döntési jogai, házasságtörés esetén pedig csak az számított bűnnek, ha a nő követte el.
A második világháború után még jobban megnőtt a nyugati befolyás. Eltörölték azokat a törvényeket, amik hátrányosak voltak a nőkre nézve, egyre nagyobb szabadságot adtak a nőknek, több jogot érdemeltek ki, emellett pedig a nyugati típusú házasságkötés is egyre nagyobb teret nyert. Bár nem számottevően (még manapság sem), de külföldiek és japánok kapcsolatából is jöhetett létre házasság.

## Házasságkötés ma
Pártalálás alapján, két fajta házasságtípust szokás megkülönböztetni. A renai kekkon a szerelmi házasság, mikor két ember egymásra talál, és közös döntést hozva egybe kelnek. A miai kekkon során a párt közvetítő, vagyis nakodo segítségével hozzák össze: a szülő vagy a házasulandó megadja az adatokat, mellékel egy fényképet, és elmondja, milyen típusú párra lenne szükség. Felmérések szerint 1970-ben a japán házasságok még több mint 40%-a volt elrendezett, azóta 10% alá csökkent.
Az esküvő típusa katalógusból választható, mert manapság már külön erre szakosodott cégek vannak, amelyek megtervezik az esküvő minden egyes kis részletét (ilyen cégek például a Watabe Wedding, Take and Give Needs Co., Best Bridal Inc., Anniversare, Nihon Ceremony). A párnak csak annyi a dolga, hogy elmegy a tanács anyakönyvi osztályára, és ott aláír egy papírt, rengeteg példányban. Ez után kezdődhet maga az esküvő. Mindent a cég szervez, az egyes rítusok, programok időpontját, a zenét, amit szintén egy katalógusból választhatnak ki, és még a vendégek ülésrendjét is. A költségeket a szülők állják, illetve, ha azok nem kereső képesek, a házasulandó pár testvérei. Mivel egy esküvő Japánban rendszerin nagyon drága szokott lenni (átszámítva úgy 3 és 5 millió forint közötti költségekkel jár), gyakran előfordul, hogy szülők kölcsönt vesznek fel. A drága esküvő egyenes következménye, hogy nem hívnak meg mindenkit, a barátoknál fontosabbak a családtagok és a munkatársak, hiszen ők anyagiakkal is hozzájárulnak, hogy a pár egybekelhessen, és önálló életet élhessen. Ez a felfogás teremtette meg a többfelvonásos esküvők intézményét.
A nyitány maga a ceremónia, erre bárki elmehet. Ez után következik az icsidzsikai, amit leginkább első felvonásnak lehet fordítani: a legjobb ételeket, italokat szolgálják fel, és lezajlanak az esküvő rituáléi, vagyis a gyertyagyújtás (ilyenkor a pár egy gyertyával körbe megy, és minden asztalon meggyújtja az ott lévő gyertyákat), vetítés, koccintás, tortaszeletelés. Ez általában két órát vesz igénybe. Ezen részt vesz a család, a fontosabb főnökök és néhány közeli barát. Az első felvonás közben történik az átöltözés, vagyis az oironaosi, és ezzel véget is ér a hivatalos esküvő. Hogy a szélesebb baráti kör se maradjon le erről az eseményről, szokás rendezni egy második felvonást is, ez a nidzsikai. Ezt legtöbbször egy kisebb bérelt étteremben rendezik, lényegesen kevesebb cicomával, új ruhákkal és új tortával (ami persze kisebb, mint a hivatalos esküvői torta).
Mivel Japánban szigorúan veszik a munkát, ritka a hajnalokig tartó rendezvény, hiszen arra is kell gondolni, hogy a vendégek még időben haza érhessenek.
A japán esküvőkön ritka a menyasszonytánc, helyette kötelező ajándékosztás van, vagyis a házaspár ad ajándékot a vendégeknek. Ez is a hála kinyilvánításával függ össze. Ugyanis a japán esküvők kétféleképpen működhetnek: 1. meghívás alapján, 2. részvételi díj megfizetésével. A meghívott vendégek kivétel nélkül pénzajándékot adnak az új házasoknak, sokszor erejükön felül (fejenként 30-50 ezer jent), amit érkezéskor helyeznek el a recepción. (Az ilyen célokra külön borítékot gyártanak Japánban, ezek általában piros vagy fehér színűek.) Fontos kikötés, hogy a bankjegyek újak legyenek, és sehol se legyen rajtuk gyűrődés. Természetesen ezt az ajándékot „kapják vissza” az esküvő végén, amikor az ifjú pár „drága ajándékcsomagot” (hikidemonót) osztogat, amelyekben vásárlási katalógusok vannak (ezeket a cégek külön ilyen alkalmakra kínálják), nagy értékű kuponokkal és egyéb holmikkal.

## Esküvők típusai

### Sinzensiki

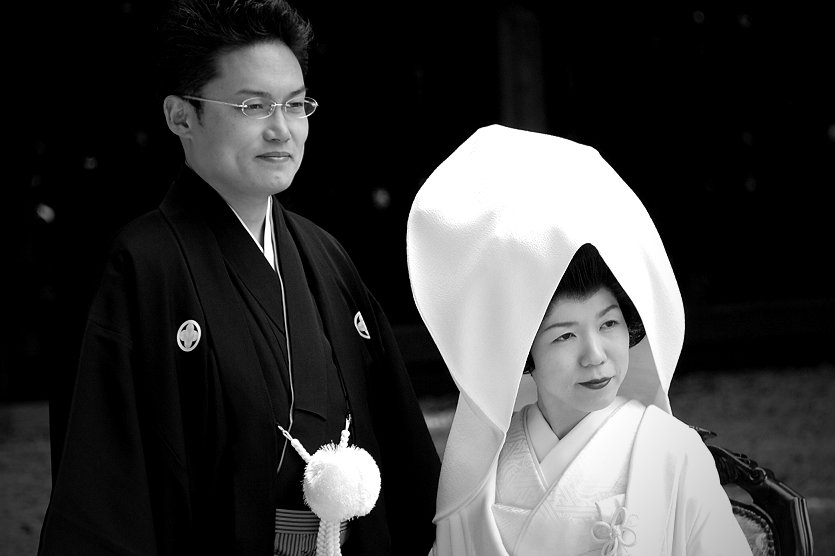
Hagyományos japán esküvő (siromuku, vatabósi, hakama)

Ha azt mondja valaki: japán házasság, több mint valószínű, hogy aki jártas Japánban, annak egy fehér kimonós gyönyörű nő fog eszébe jutni. Ez a fehér kimonós hölgy, a menyasszony, a sintoista esküvők legjellegzetesebb alakja, mondhatni, Japán egyik szimbóluma is lehet. Ezt az esküvő típust nevezzük a hagyományos japán házasságnak.
Japánban két államvallás él: a buddhizmus és az ősi sintoizmus. A japánok tudatában együtt él a két vallás, a temetéseket a buddhista szertartás szerint végzik, az esküvőket és más vidám eseményeket pedig a sintó szerint.
Egy sintoista esküvő igazi látványosság. A menyasszony akár hétszer is átöltözhet, mindig más színű kimonóba, így érthető az a japán mondás, hogy „Aki három lányt férjhez ad, az koldusbotra jut”. Ugyanis egy tiszta selyem esküvői kimonó ára legalább ezer dollár. Emiatt manapság már kevesebben házasodnak hagyományos sintó keretek között.

#### Története
A sintoista esküvő, amit sinzensikinek neveznek, a Meidzsi-korban, vagyis a XIX. század második felében alakult ki, amerikai hatásra. Azelőtt nem volt esküvő, csak elmentek egy buddhista templomba jóváhagyni az egyezséget, amit a két család kötött egymás között, majd belejelentették a nyilvánosságnak. Egyes nézetek szerint azért alakult ki a házasság ceremóniája, mert a nyugati világ olyan kritikákkal illette Japánt, mint: „Egy olyan ország, ahol még esküvő sincs, civilizálatlan, barbár föld.”
Menete nem nagyon különbözik az akkori formától, megőrizve a hagyományokat s annak megfelelően ugyanúgy zajlik most is minden, egy-két aprósággal kiegészülve.

#### Leánykérés, eljegyzés
Az eljegyzés először egyfajta előjátékkal kezdődik. A leendő férj sokat kedveskedik a lánynak, elhalmozza minden jóval, ajándékokkal, vacsorázni viszi, hogy elnyerje kedvese illetve a lány családjának (főleg az édesapa) tetszését. Ez után, ha az udvarlás megtette a kellő hatását, szerény családi vacsora keretében megtörténik az eljegyzés. A jegygyűrű mellé a lány egy obit és nyolc, boldogságot szimbolizáló tárgyat kap.
- Avabi: jó kívánságok
- Kinpo-zucumi: egy ünnepélyes összeg
- Kacuabusi (szárított bonito) és szurume (szárított tintahal): a tartósított élelmiszerek jelképezik a tartós kapcsolatot
- Janagidaru: kifejezetten szakéra fordítható pénz összeg
- Szuehiro: legyező a boldogság szimbóluma
- Konbuval: hínár, mely biztosítja a termékenységet és az egészséges családot
- Tomosiraga: a len cérna jelzi a szoros kapcsolatot a házassági életben
- Mokuroku: szerencsés tárgyak listája

A leendő férj pedig egy hakamát kap, melyet az esküvőn kell viselnie.
Japánban főleg tavasszal tartják az esküvőket, mert a tavasz, a kezdet szimbóluma, ideális az új élet megkezdésére, s az ilyenkor nyíló szakura) gyönyörű látványt nyújt.
Az ifjú jegyespár az esküvőkre szakosodott cégekre bízza a nagy nap megtervezését, lebonyolítását, nekik már csak annyi dolguk lesz, hogy felkészüljenek rá.

#### A ceremónia menete
A násznép bevonul a dzsindzsába (szentélybe)

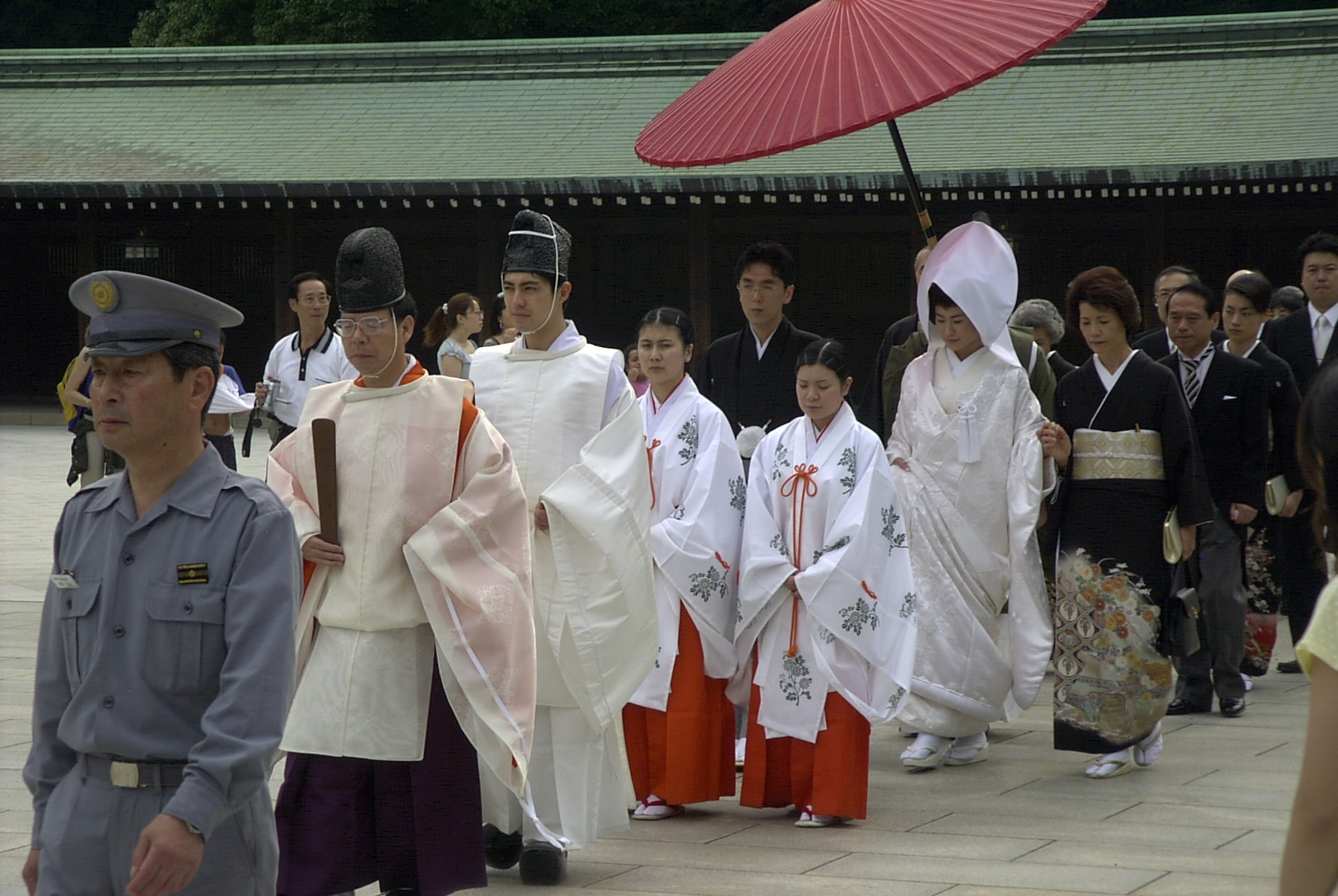

A szentélyben elkezdődik a megtisztulási ceremónia, majd közös imádkozásba kezdenek. Ezzel bejelentik az isteneknek, hogy a két fél össze kíván házasodni. Ez után következik a Tamagusi-hóten vagyis tamagusi ág felajánlása. A tamagusi, vagyis a fehér papírcsíkok (side) az esküvői szakakiágon, az életet jelképezi.
Utána következik az eskü, vagyis a szeisi szódzsó. A két fél felolvassa az esküjét, ez után pedig felhúzzák egymás ujjára a jegygyűrűiket. Ez utóbbi már Amerikából átvett szokás, mely az utóbbi időkben került be a ceremónia kereteibe.
Ha a gyűrűk már felkerültek az ujjakra, következik a szan-szan kudo: a pár három kortyot iszik egy szakés csészéből, megkötve ezzel házastársi szerződésüket.
Végezetül az újdonsült családtagok is szakét isznak, a szülők is felajánlják a maguk Tamagusi águkat a sikeres esküvőért imádkozva, majd kivonulnak a teremből, s megkezdődik lakodalom.
A ceremónián elvégzett rituálék sorrendje területenként eltérő, van ahol a szan-szan kudóval kezdenek, de a hagyománynak megfelelő lényegi dolgok (tamagusi, szan-szan kudo, gyűrűk, eskü) mind megvannak. Ezek mellett még az esküvőkön előfordulhat egyfajta közös, rituális étkezés, vagy takarmánybetakarítás a rizsföldön, esetleg mocsikészítés, mindezt drága ruhában.
Ami viszont egyáltalán nincs és nem vették át egyik nyugati országtól sem, az a csók. A csók Japánban egy olyan bensőséges érzelmi megnyilvánulás, amit mások előtt nem illik csinálni, főleg nem egy olyan szent helyen, mint a szentély. Még akkor sem, ha külföldi van a családban. Ugyanis a második világháború után, egyre több külföldi, főleg amerikai vándorolt be az országba (legfőképp katonák, akik amerikai, katonai támaszpontokat hoztak létre), minek következtében egyre több olyan kapcsolat jött létre, amiben az egyik fél nem japán volt. Az ilyen pároknál leginkább a férfi származott más országból és ez a tendencia a mai napig megmaradt. Az ilyen házasságok nagyobb számban sintoista keretek között bonyolódnak le, mivel ez egyfajta ellensúlyként szolgál, megmutatja szülők, illetve Japán iránti tiszteletét, elhivatottságát és szeretetét.

#### Ruhák
A sintó esküvők ruha felhozatala igen színes, mind a hagyományoknak megfelelőek és külön szimbólummal bír valamennyi.
Siromuku Kimonó (白無垢)
Ez egy fehér, selyembrokát menyasszonyi ruha, amit csak az ara viselhet a szertartás során. Ez a kezdetet és a véget jelképezni, így más nő nem vehet fel fehéret az esküvőn. Emellett a fehér a tisztaság szimbóluma is, így a fehérbe öltözött menyasszony maga a megtestesült tisztaság jelképe. Illetve a színtelenség azt is jelenti, hogy a menyasszony elhagyja családja színeit, de még nem tagja az új családnak, ezért fehér. Legfőbb része a vatabósi, ami az arcot eltakaró fejfedő (ez csakis siromukuhoz vehető fel). A menyasszony arca szinte teljesen el van rejtve ez alá/mögé. Régen a házasságok szinte kivétel nélkül megrendezettek voltak, így a menyasszony arca titok volt a vendégek és a vőlegény előtt. (Mert akár még az is megeshetett, hogy a férfi megretten a látványtól és esetleg visszautasítja lányt). Mivel elég drága, így leginkább kölcsönzik a ruhát, vagy egy családtagjuktól öröklik.
Ucsikake kimonó (打ち掛け)
Ez már egy színesebb kimonó, vagyis inkább köpeny, gyönyörű mintákkal, amit az esküvő utáni fogadásra vesz fel a lány.
Maru-obi
Az ucsikake része, ezzel kötik meg a kakesit. Színes, díszes, pompás.
Kakesita
Az ucsikake alsó fehér kimonója.
Cuno-kakusi fejfedő (cuno-kakusi = „szarvak elrejtése”)
Ez egy háromszög alakú, fehér fejfedő, ami arra szolgál, hogy elrejtse a menyasszony (vagyis most már feleség) féltékenységének szarvait, hisz a jó feleség velejárója, hogy nem féltékenykedik fölöslegesen. Ezt a fejfedőt fel lehet venni siromukuhoz illetve hiki-furiszodéhoz is.
Hiki-furiszode

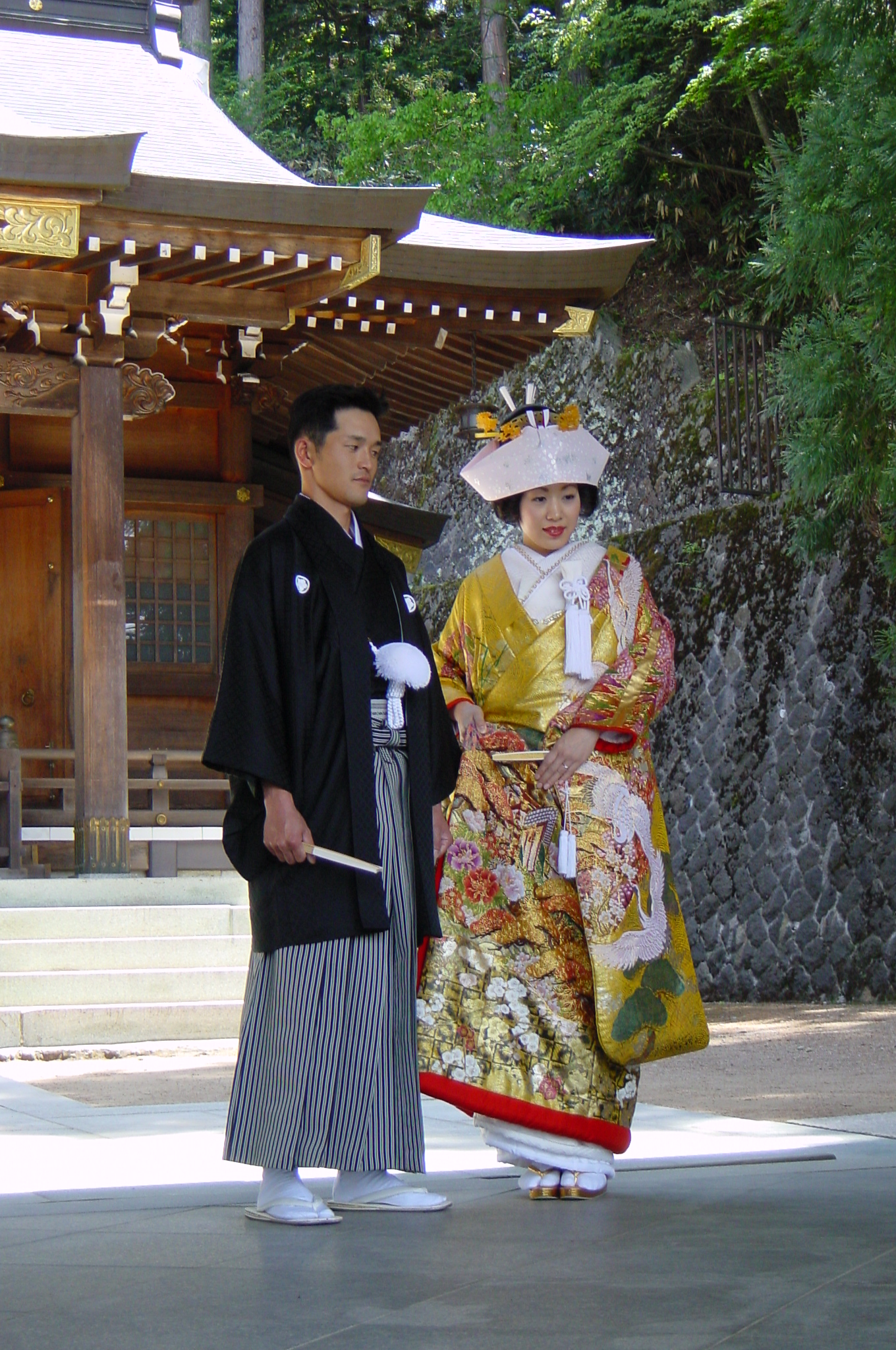
Cuno-kakusi, Ucsikake ill. hagyományos férfi esküvői kimono

Az ucsikake mellett, ez inkább hasonlít egy kimonóhoz. Ez is színes, díszes, az obi kívül van rajta. Ezt a lakodalom végén veszi fel a menyasszony. Ekkor mutatja meg utoljára a vendégeknek, hogy furiszodét visel, ugyanis ez az öltözék a hajadonok viselete.
Bunkin-takasimada
Ez a hagyományos esküvői bonyolult kontyos hajviselet, kanzasi hajdíszekkel ékesítve. Ilyen hajat a hiki-furiszodéhoz vagy az ucsikake kimonóhoz csinálják.
Hakama és haori

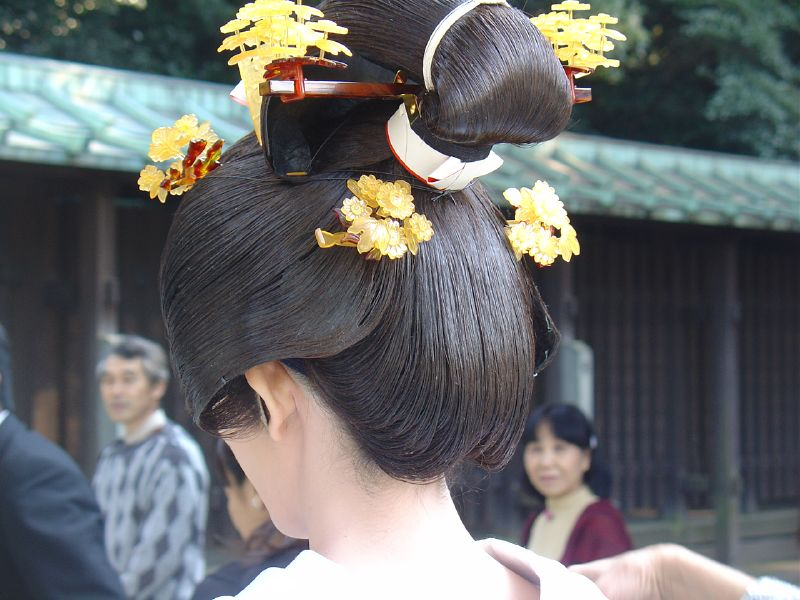

A férfiak öltözete, rendszerint sötét színű, a haorin pedig a családi címer látható.
Az utolsó átöltözés néha különböző a leírttól, ugyanis van aki, inkább báli ruhát vesz fel, vagy nyugati típusú esküvői ruhát, hogy ők is átérezhessék, milyen is egy ilyen ruhát viselni.

### Nyugati típusú esküvő
Amerika először a Meidzsi-korban hozta meg a változást a japán házasság folyamatában. Ez volt az első lépés, ennek köszönhetjük a sintoista esküvő kialakulását. Majd a II. világháború után újabb változások következtek be, méghozzá a keresztény esküvők átvételével az 1950-es években. Kezdetben még nagyon csekély volt azoknak a száma, akik nyugati módon szerettek volna összeházasodni.
Később a filmiparnak köszönhetően egyre több mozifilm tört be a szigetországba is, a sztárok elbűvölték a japánokat, egy új romantikus világot ismertek meg, növelve ezzel a “keresztény” esküvők tendenciáját. Majd elérkeztek az 1980-as évek, s ezzel megkezdődött az áttörés a nyugati esküvők terén. Diána walesi hercegné és Károly walesi herceg házassága után robbanásszerűen megnövekedett azok száma, akik templomi esküvőt akartak kötni, az pedig csak még inkább növelte a népszerűségét, hogy egy közülük való sztár is, hófehér, fátyolos ruhában ment hozzá szerelméhez. Jamagucsi Momoe japán popsztár 21 évesen újszerűséget vitt a japán esküvőkbe, mikor férjhez ment Miura Tomokazu japán színészhez. A 2000-es évekre a számok olyannyira megnőttek, hogy ma már a házasulandó japánok 70-80%-a akar „keresztény” esküvőt tartani.
A nyugati típusú esküvőhöz vezetett:
- Amerika megjelenése a II. világháború után
- amerikai filmek hódítása a japán mozikba
- Diana hercegnő esküvője
- Jamagucsi Momoe, japán pop idol esküvője

De nem csak ezek változtatták meg a japán fiatalok gondolkodását. Ugyanis sok tényező van, amiért a házasulandó pár, inkább a nyugati esküvőt választja: sokkal egzotikusabb és stílusosabb, nem olyan hosszadalmas ceremónia, mint a sintó esküvő és nincsen olyan sok szabály, aminek eleget kell tenni, mint a hagyományos esküvőnél, ha van is az sem olyan kötött. Végül pedig, hogy egy „keresztény” esküvő jóval olcsóbb, mint egy sintó esküvő. Mindehhez hozzá kell tenni, hogy ennek a fajta esküvőnek egyáltalán nincs vallási vonzata. Tehát egyáltalán nem kell kereszténynek lennie a párnak.

#### 1. Katolikus templomban
Elég ritka, mert ide tényleg csak azok mennek el, akiket köt a vallás (Legalább az egyik félnek kereszténynek kell lennie.), de mivel nagyon kevés a katolikus hívő Japánban (2%), nagyon kevés az igazi katolikus templom is.

#### 2. Templomi esküvő
(nem igazi katolikus templomban)
Ez esetben nyugati stílusú, freskókkal és üvegablakokkal díszített templomban fogadnak hűséget egymásnak. Ezeket a templomokat leginkább esküvők céljából építették, de más különösebb funkciója nincsen. Ezek a templomok, nem is igazán templomok. Legtöbbször úgy néznek ki, mintha egy kis kápolnát összeférceltek volna egy luxushotellel és bedobták volna a vörös szőnyeget. Ezt katolikusnak mondják, de persze nem az, leszámítva a ritkán előforduló szenteket az üvegablakokon, illetve a kereszteket, mert az oltár már nem mindenhol van meg.

#### 3. Hotelben
(kápolna, ill. terem)
Ilyenkor egy hotelben, külön erre az alkalomra kialakított teremben vagy kápolnában házasodik meg a két fél. Rendszerint ezek méregdrága hotelekben zajlanak, legtöbbször a felső emeleten (gyönyörű kilátással) és ilyenkor a hotel vezetősége adja össze a párt. Ez kicsit hasonlít az itthoni polgári esküvőhöz. Ez a fajta típus egy részben hasznos is, mert így minden egy helyen megoldható: a megrendezendő ceremónia, bálterem (amit a mulatságra, evésre-ivásra be lehet rendezni), vendégszobák és még csoportképekhez alkalmas fotóstúdió is van.
(egy kis extremitás: Szapporóban az egyik ilyen templomot egy szupermarket 6. emeletén találjuk meg, ami nem egy szokványos hely egy templom számára)
Maga a ceremónia ugyanúgy zajlik, ahogy azt a filmekben lehet látni, ezt teljes mértékben átvették az amerikaiaktól, itt még csók is van, illetve ugyanúgy az apa kíséri a lányt az oltárhoz, esetleg egyedül megy, ugyanúgy van gyűrű csere, eskü, asztaloknál gyertyagyújtás, csokor eldobás. Ami ilyenkor szokás.

#### Ami elüt az átlagtól
A „hamis papok” Japánban teljesen megszokottak az esküvőkön. Mivelhogy a kereszténység igen elenyésző Japánban, így japán keresztény papok sincsenek sokan. Az esküvőkön a papok rendszerint leszerződtetett külföldiek, hogy a hatás még nagyobb legyen, és hogy a japán tényleg azt érezze, hogy keresztény esküvőn van. Tokióban több száz olyan ügynökség működik, amely papi bizonyítvánnyal nem rendelkező nyugati férfiakat alkalmaz és közvetít ki esküvőkre. Papi fogadalmat nem kell tenni, a lényeg, hogy férfi legyen, külföldi és tudjon angolul. Ilyen munkát végez például Mark Kelly Lancashire-ből származó angol férfi, aki már több mint hat éve él Japánban és hétvégente hamis papként tetszeleg. Hamis papnak lenni pedig óriási üzlet Japánban, hisz egy hamis pap havonta 500 000 jent keres. Ez remek diákmunkát jelent vagy esetleg egy második állást. Persze a Japánban élő igazi keresztény papok mélyen ellenzik az egészet. Szerintük ugyanis a hamis ceremónia vezetői legtöbbször felkészületlenek, és csak rossz hírnevet jelentenek számukra is. Egyes pletykák szerint, amikor éppen nem ér rá egy pap utánzat sem, akkor az utcáról hívnak be külföldieket. A japánok legtöbbje (akik nyugati módon házasodnak) úgy is gondolja, hogyha nem külföldi papot használnának, az egész ceremónia elvesztené a hitelességét. Sőt, a japán esküvői ipar más lehetőségeket is nyújt a külföldieknek. Sokan vannak ugyanis, akik a pap mellett gaidzsin vőfélyt illetve tanút szeretnének, akiket persze rendesen meg is fizetnek. A cél legtöbbször inkább a násznép megríkatása, így minél kevésbé vallásos a ceremónia szövege, annál jobb és mivel angolul nyelven folyik az egész, nagyon semmit sem értenek a családtagok, barátok. Ebből is látszik, hogy a japán „keresztény” esküvő nem a két család egyesülését emeli ki, mint például egy sintó szertartás, hanem a vigasságot.

### Esküvők külföldön
A japánok számára főleg Hawaii és a leghíresebb európai turisztikai célpontok az igazán kedvelt helyszínek Olaszország, Franciaország, Spanyolország és Görögország.
Mindez a mai kor szüleménye. Az utóbbi időben vált ez igazán divattá. Ma a japánok 6,3%-a dönt amellett, hogy külföldön keljenek egybe.
A legfőbb okai, amiért a fiatalok inkább a hawaii-i utat választják: sokkal praktikusabb számukra az, hogy esküvőjüket inkább külföldön tartják meg, romantikusabb, igazi bazilikában házasodnak, a pár saját kedve szerint alakíthatja ki a programot, kötöttségek és szülői beleszólás nélkül, s mivel kevesebb a vendég (csak a család és néhány nagyon közeli barát), jóval kisebb költségvetéssel is jár. Nem kell semmihez sem igazodniuk, mitöbb: a nászút már a szertartás után kezdetét veszi. Összességében a házasulandó pár szerényebb összegből megfizetheti az esküvőt.

## Nem mindennapi esküvők
Japánban a furcsaságok megszokottak, ezek mind együtt élnek a mindennapi életben és a legtöbbön már meg sem lepődnek. Nincs ez másképp az esküvői ceremóniákkal és az azokon részvevőkkel, vagy esetleg papjaival.

### EsküvőTokugavamódra
A házasodni vágyó párok számára megnyílt a lehetőség, hogy a Kiotóban lévő Tokugava-kastélyban fogadhassanak örök hűséget egymásnak. A különleges szertartásra azonban olyan sok pár jelentkezik, hogy sorsolással döntik el, kik házasodhatnak össze a világörökség részét képező kastély kertjében és teaházában. Igen drága egy ilyen kastélyban tartott esküvő, a végösszeg 600 000 jen (átszámítva körülbelül másfél millió forint). Ez tartalmazza a bérleti díjat, a szertartást (melyen 30 fő vehet részt), a ruhák kölcsönzési díját, az öltöztetők bérét, az esküvői fotózást, valamint egy 90 perces DVD elkészítésének árát is. Ezeken kívül a házasulandó pár több szolgáltatás közül is választhat (például ajándékok az esküvőn megjelent vendégek részére), azonban ezeket is meg kell fizetni. Az első esküvő 2009 október elején volt. Ebből az alkalomból Kiotó polgármestere is részt vett a ceremónián, és jókívánságait fejezte ki az ifjú párnak.

### Otaku esküvő
Japán mindig is híres volt az otakukról (japán animációs filmek – animék és képregények – mangák rajongói, fanatikusai) és a szokatlan ötletekről. 2008 őszén például nagy visszhangot váltott ki az az aláírásgyűjtő akció, amit az emberek és képregényfigurák közti házasság engedélyezéséért indítottak. Takasita Taicsit, a petíció szellemi atyját állítása szerint “többé már nem érdekli a háromdimenziós világ”, és legszívesebben átköltözne a kétdimenziósba, de – mivel a mai technológia ezt még nem teszi lehetővé – legalább a házasságot szerette volna legalizálni. A jelek szerint sikeresen. Ugyanis 2009 novemberében sor került az első ilyesféle ceremóniára Sal9000, 27 éves netes blogger és Anegaszaki Nene, Love Plus című Nintendo DS-játék kétdimenziós hősnője, között.
Még nászutat is szerveztek maguknak egy tengerparti városban, ahol az ifjú pár boldogan homokozott "együtt". De nem csak egy volt az egyetlen furcsaság, azóta számos meghökkentő pár kelt egybe, valaki a párnájával, amin kedvenc karaktere szerepel, valakik pedig beöltöztek kedvencüknek és úgy keltek egybe.

### Esküvő egy robottal
A robotika, mint iparág már olyan hatalmasra nőtte magát Japánban, hogy már az esküvők kereteibe is beférkőzött. Itt nem a menyasszony szerepét vette át, hanem a ceremónia levezetőjét, a papot. Az I-Fairy névre hallgató anyakönyvvezető robot a Kokoro nevű cég agyszüleménye, és körülbelül 6,3 millió jenbe kerül darabja. Japánon kívül eddig Szingapúrból és az Egyesült Államokból vásároltak meg egyet-egyet. A pár pedig, akik eddig felhasználták esküvőjükhöz, azért választották, mert mindketten robotikával foglalkoznak. Az ifjú feleség, Inó Szatoko a Kokorónál dolgozik, a férj, Sibata Tomohiro pedig a Nara Műszaki Tudományos Intézet professzora.